# Українці Литви
Українці в Литві — одна з національних меншин. За переписом 2011 року у Литві проживало 16 423 українців, переважно у Вільнюсі, Клайпеді та інших великих містах.

## Історія
Автохтонне українське населення з'явилося в Литві наприкінці XIX — на початку XX століття, коли указом імператора Російської імперії мешканці низки українських поселень на Берестейщині були перенесені під Вільнюс, у села Гейсишкес, Європа, Ойрани (Айренай I та Айренай II).

## Розселення та динаміка чисельності
Історична динаміка чисельності українців у Литві за даними переписів:
- 1959 — 17 692 — 0,65 %
- 1970 — 25 099 — 0,80 %
- 1979 — 31 982 — 0,94 %
- 1989 — 44 789 — 1,22 %
- 2001 — 22 488 — 0,65 %
- 2011 — 16 423 — 0,54 %

У Литві українці проживають переважно у великих містах і є нащадками мігрантів радянської доби. Місцями найбільшої концентрації українського населення у 2011 були:
- Вільнюс — 5212
- Клайпеда — 3120
- Каунас — 1231
- Висагінас — 1154

Крім того, українці компактно проживають у селах Європа, Гейсишкес (Гейсишки) та Айренай (Ойрани) на північний захід від Вільнюса, де мешкає понад 250 українських родин. Вони є нащадками переселенців з Берестейщини кінця ХІХ — початку XX століття.